# مهدی حاجی‌موسایی
مهدی حاجی‌موسایی (زاده ۹ تیرماه ۱۳۸۳) تکواندوکار ایرانی است که در وزن ۵۸ کیلوگرم مسابقه می‌دهد.
وی در مسابقات تکواندو قهرمانی آسیا ۲۰۲۲ در وزن کمتر از ۵۸ کیلوگرم برابر بای جون-سییو مغلوب شد و مدال نقره را به دست آورد.
همچنین مهدی حاج موسایی در مسابقات بازی‌های همبستگی اسلامی ۲۰۲۱ عضو تیم ملی تکواندو ایران نیز بوده‌است و در وزن ۵۴ کیلوگرم موفق به کسب مدال برنز نیز شده‌است.
به گفته ریاست تکواندو:مهدی حاجی موسایی یکی از استعدادهای برتر کشور می‌باشد که می‌تواند در سال‌های آینده افتخارات بزرگی رو تقدیم ملت ایران و جامه بزرگ تکواندو کند.

## افتخارات
- مدال طلا و نقره آسیا
- مدال طلا المپیک دانشجویان
- مدال طلا و نقره گرندپری
- مدال برنز کشورهای اسلامی
- مدال طلا پرزیدنت کاپ آسیا
- مدال طلای اوپن آسیا
- مدال نقره جام باشگاه‌های آسیا
- مدال طلا و برنز تورنمنت جام فجر
- مدال طلا بیروت اوپن
- مدال طلا ترکیش اوپن
- مدال نقره اوپن کره جنوبی
- مدال نقره انتخابی گرنداسلم
- حضور در سه دوره مسابقات جهانی